# カラマツトレイン
カラマツトレインは、鉄道に関連した商品を扱い、鉄道ファンなどの一般客を対象とした店舗。

## 概要
札幌市中央区のJR苗穂駅近くに本店を構え、2000年の創業以来、東京や名古屋、金沢、博多など全国に支店を展開している。
主に実際の鉄道営業で使われていた列車のヘッドマークやナンバープレートや行先標などの鉄道部品、鉄道模型、切符、看板、時刻表、鉄道雑誌等を販売している。
名前の由来は北海道を走っていた夜行普通列車「からまつ」からきている。

### 店舗所在地
- 札幌本店

北海道札幌市中央区北2条東13丁目26-45
- 三笠店（三笠鉄道村内、期間限定営業）

北海道三笠市本町971
- 盛岡店

岩手県盛岡市材木町7-31
- FC高崎店

群馬県高崎市鶴見町10-1
- 新宿店

東京都新宿区西新宿1丁目14-10 西新宿ビル3Ｆ
- 神田駅前店（旧神田秋葉店）

東京都千代田区内神田3丁目20-1 有美ビル4F
- 塩尻店

長野県塩尻市大門八番町12-27
- 長野店

長野県長野市栗田1015-201
- 名古屋店(3代目)

愛知県名古屋市港区港栄4丁目3番の25号
- 京都天使突抜店

京都府京都市下京区(東中筋通五条上)天使突抜2-402-1
- FC神戸店

兵庫県神戸市中央区多聞通1-1-7 笹倉ビル1F
- 博多吉塚店

福岡市博多区吉塚6丁目10-1 畠本ビル3F
- フライトショップHIRO

愛知県名古屋市港区港栄4丁目3番の25号カラマツトレイン名古屋店2F
過去の店舗
- 函館店(2013年9月、WAKOビル建て替えに伴い、併設の北海道鉄道博物館と共に閉館)

北海道函館市若松町20-1 WAKOデパート6F
- 岩見沢店(2015年11月、本店との統合により閉店)

北海道岩見沢市1条西5丁目2-5
- そごう千葉店(契約満了のため2018年2月18日に閉店)

千葉県千葉市中央区新町1000 そごう千葉店9階
- FC品川店(フランチャイズ契約終了で2016年6月30日で閉店→「くりちゃま電鉄」として新たにオープン)

東京都品川区大井1-11-1 大井西銀座ビルB号棟5F
その後移転し「ロジテツNET」としてオープン
新店舗
東京都大田区山王2丁目41 ウィンド山王ビル302号
- 横浜店(2019年7月19日に神田駅前店と統合のため閉店。数年前から度々休業していた)

神奈川県横浜市神奈川区台町1-8 ウェイサイドビル6F
- FC金沢店

石川県金沢市此花町2-4
- 広島店

広島県広島市南区的場町1-7-2
- WE鹿児島店

鹿児島県鹿児島市東千石町5-12 キューブビルディング511
- 名古屋店(初代)

愛知県名古屋市中区錦3丁目5番の18号　京枝屋ビルディング9F
- MEGA名古屋店(2代目)

愛知県名古屋市中区大須4丁目11番の5号Z'sビル9F
- karamatustation名古屋ANNEX店

愛知県名古屋市中区錦3丁目5番の14号ANNEXビル4F
- 青森店(盛岡店と併合で閉店)

青森県青森市栄町2丁目4-14
- 博多駅前店(移転で閉店→博多吉塚店)

福岡市博多区博多駅東1-12-5 博多大島ビル8F
- 新潟店(2016年4月現在、移転に伴い一時閉店)

新潟県新潟市中央区天神尾1丁目2-10
- 小倉駅前店（旧小倉店）

福岡県北九州市小倉北区浅野2丁目17-42 原田ビル103号